# Gli amori di Cristina
Gli amori di Cristina (A Millionaire for Christy) è un film del 1951 diretto da George Marshall.